# Ландау, Джульет
Джульет Роуз Ландау (англ. Juliet Rose Landau; род. 30 марта 1965) — американская актриса, наиболее известная по роли Лоретты Кинг Хедлер в фильме «Эд Вуд» и Друсиллы в сериале «Баффи — истребительница вампиров» и спин-оффе «Ангел».

## Биография
Родилась в Лос-Анджелесе, штат Калифорния, в семье Мартина Ландау и Барбары Бэйн. Была профессиональной балериной. В прошлом наставником актрисы был Сьюзен Перес. Джульет Ландау является членом актёрской студии, а в 2008 году она стала наставником Майка Медавого.

## Карьера
В 1994 году снялась в фильме «Эд Вуд» в роли Лоретты Кинг, а также вместе с Вупи Голдберг в «Теодоре Рекс». Далее сыграла роль вампирши Друзиллы в телесериалах «Баффи — истребительница вампиров» и «Ангел». Стив Винберг из газеты The New York Times сказал: «Джульет Ландау превосходна, но игра Друзилы кисло-запутанная, нечто среднее между Офелией и Кассандрой».
Ведущие роли в независимых фильмах включают: «Жёлтые обои», «Зримая тьма», «Кошмар дома на холме», «Возвращение», «Жизнь среди каннибалов», «Опустошитель».
В качестве приглашённой актрисы снялась в эпизодах телесериалов «Тысячелетие», «Её звали Никита», «Сильное лекарство». Также озвучивала мультфильмы «Бен 10» и «Лига неограниченной справедливости», «Мыслить как преступник».
Ландау получила положительные отзывы за свою работу в театре. Среди её лучших работ постановки «Проснись и пой», «Отказ нервов», «Мы говорим сегодня здесь», «Песни войны». Джульет сыграла Наташу в «Трёх сёстрах», вместе с Аль Пачино. Её первой работой в качестве режиссёра стал документальный фильм Take Flight, рассказывающий об актёре Гэри Олдмене. Он сказал: « У Джульет Ландау исключительный талант! Я поручил ей снять документальный фильм обо мне и я в восторге от результата. Фильм показывает меня совершенно в ином свете. Я с удовольствием поработаю с Джульет ещё раз». Ландау также написала короткий сценарий к фильму «Сиси», адаптированный Эндрю Прайном. Позже она сыграла Клэр в британском фильме ужасов «Haunted Echoes», режиссёра Гэри Бромли Дэвенпорта.
В 2009 году Ландау была одним из двух авторов комикса «Ангел: После падения», совместно с Брайаном Линчем. Она была не только сценаристом комикса, но и создателем обложки и внутреннего наполнения комикса. Ландау заявила, что хотела бы продолжить работу над комиксами «вселенной Баффи».

## Фильмография
- 2012 Мыслить как преступник — мать Джеймса Хитриджа
- 2009 Земля Ханаан — Элизабет Кросс
- 2009 Зелёный Фонарь: Первый полёт — Лабелла
- 2008 Бен 10: Инопланетная сила — Хелен, Натали, Вердона
- 2008 Жёлтые обои — Шарлотта
- 2007 BioShock — озвучивание
- 2005—2006 Лига неограниченных возможностей — Тала
- 2000—2004 Ангел — Друзилла
- 2003 Сильное лекарство — Лоррейн (эпизод)
- 2003 Кошмар дома на холме — Джулия Каннингхем
- 1997—2003 — Баффи — истребительница вампиров — Buffy the Vampire Slayer — Друзилла[англ.]
- 1999 Её звали Никита — Сара Джеррард и Джен Бейлин
- 1999 Тысячелетие — Джейни Бронштейн
- 1995 Теодор Рекс — Вероника Шейд
- 1994 Прямое попадание — Шелли
- 1994 Эд Вуд — Лоретта Кинг